# BioShock (seria)
BioShock – seria gier komputerowych z gatunku first-person shooter stworzona przez studio Irrational Games i projektanta Kena Levine’a. Pierwotnie była wydana na platformy Windows i konsolę Xbox 360 (2007 rok), wersję na platformę PlayStation 3 przygotowała firma 2K Marin rok później. We wrześniu 2016 roku gra pojawiła się na konsolach PlayStation 4 i Xbox One w ramach zestawu BioShock: The Collection. Cykl składa się z trzech części, do których należą: BioShock, BioShock 2 i BioShock Infinite. W 2019 zapowiedziano czwartą część cyklu. 
W 2015 poinformowano, że sprzedano łącznie około 25 milionów sztuk gier z tej serii, natomiast w sierpniu 2024 liczba ta zwiększyła się do 43 milionów.

## Rozgrywka
Akcja gier BioShock i BioShock 2 ma miejsce w fikcyjnym podwodnym mieście-utopii Rapture. Zostało ono zbudowane w latach czterdziestych XX wieku przez biznesmena Andrew Ryana w celu zapewnienia ludzkości możliwości życia i rozwoju bez ograniczeń związanych z religią, władzą czy autorytetami. Naukowcy pracujący w mieście wkrótce odkryli substancję o nazwie ADAM, uzyskaną z morskich ślimaków. Pozwalała ona na tworzenie plazmidów nadpisujących ludzki DNA, co pozwala uzyskać nadludzkie umiejętności. ADAM stał się w krótkim czasie pożądanym towarem. W celu jego efektywnego pozyskiwania wykorzystano małe dziewczynki, zwane Siostrzyczkami (ang. „Little Sisters”), w których brzuchach umieszczono morskie ślimaki. Ludzie pod wpływem ADAM-a stawali się niestabilni psychicznie, przez co, wraz z politycznymi i społecznymi zmianami, Siostrzyczki stały się obiektem ataku ludzi uzależnionych od tej substancji. Aby je chronić, naukowcy stworzyli Tatuśków (oryg. Big Daddies), ludzi ze zmodyfikowaną psychiką ubranych w opancerzone stroje do nurkowania, zdolnych odeprzeć każdy atak potencjalnego agresora. W 1959 roku wybuchła wojna w Rapture pomiędzy mieszkającymi w nim klasami. W ciągu roku miasto zostało zrujnowane, a nieliczni mieszkańcy pozostali przy życiu musieli się ukrywać przed zmodyfikowanymi genetycznie ludźmi zwanymi genofagami (oryg. splicers).
Gry z serii są first-person shooterami z elementami gry fabularnej. Serię uważa się za duchową kontynuację gry System Shock 2, między innymi z faktu, iż wiele osób tworzących tę grę, tworzy również tę serię. Gracz kieruje postacią (w pierwszej części Jackiem, w drugiej Tatuśkiem – Obiektem Delta), która przemierza podwodne miasto, eliminując przeciwników i wykonując zadania. Do dyspozycji gracz otrzymuje różne rodzaje broni, które mogą być ulepszane w trakcie rozgrywki, jak również można je ładować różnymi rodzajami amunicji. Może on również korzystać z plazmidów – genetycznych modyfikacji dających nadnaturalne umiejętności (na przykład psychokinezę i pirokinezę). Można mieć w jednym momencie określoną liczbę plazmidów, jednak ich konfigurację można zmieniać w odpowiednich miejscach w grze. Dodatkowo gracz może włamywać się do systemów obronnych i wykorzystywać je do obrony własnej. W trakcie rozgrywki gracz zbiera pieniądze, za które może nabywać przydatne przedmioty (na przykład amunicję), EWĘ (oryg. EVE) – substancję podtrzymującą działanie plazmidów oraz ADAM-a. Ten ostatni jest zbierany od Siostrzyczek po pokonaniu broniącego ich Tatuśka. Można go zdobyć na dwa sposoby: zabijając Siostrzyczki zabierając jej cały zapas ADAM-a, albo ocalić ją i otrzymać mniejszą jego ilość.

## Bohaterowie

### Jack
Główny bohater gry BioShock, na początku której leci samolotem nad Atlantykiem. Samolot rozbija się w pobliżu latarni morskiej, w której znajduje się wejście do Rapture. W trakcie gry Jack poznaje historię swojej rodziny i samego siebie, a także poznaje wydarzenia kluczowe dla historii miasta. Zależnie od decyzji gracza, może on zakończyć grę na trzy sposoby.

### Andrew Ryan
Biznesmen, twórca i zarządca miasta Rapture, jeden z głównych przeciwników w pierwszej części serii. Fanatyczny kapitalista i idealista, bezgranicznie ufający w moc ludzkiego umysłu. Gardzi religią, komunizmem, za przyczynę wszelkiego zła uważa altruizm. Wojna, którą stoczył z Frankiem Fontaine’em, doprowadziła do zniszczenia i upadku miasta.

### Frank Fontaine
Szef mafii w Rapture, główny wróg Andrew Ryana. Okrutny i bezlitosny, nie kieruje się żadnymi ideałami. Chce przejąć władzę nad miastem, by wykorzystać jego możliwości i siłę do własnych celów.

### Atlas
Przewodnik Jacka po pierwszych etapach gry. Obiecuje mu pomoc w zamian za uratowanie jego żony i dzieci.

### Sander Cohen
Artysta, dramatopisarz i kompozytor, jedna z najważniejszych osobistości Rapture. Zarządza obszarem miasta o nazwie Fort Frolic. Podczas wojny popadł w paranoję. Mieszkańcy znajdujący się pod jego kontrolą często padają ofiarą jego sadystycznych eksperymentów. Gracz ma za zadanie pomóc mu w stworzeniu „arcydzieła”.

### dr Brygida Tenenbaum
Naukowiec, przyczyniła się do stworzenia ADAM-a i powstania Siostrzyczek, o które dba jak o własne dzieci. Gracz może zdobyć jej przychylność ratując Little Sisters w trakcie pobierania ADAM-a. W ostatnich etapach gry BioShock pomaga graczowi.

### Obiekt Delta
Główny bohater drugiej części serii. Naprawdę nazywa się Johnny Topside, udało mu się odkryć Rapture. Po wysłaniu do więzienia został pierwszym Tatuśkiem i połączony z jedną z Little Sisters – Eleanor Lamb. W 1958 roku zapadł w śpiączkę po tym, jak został zmuszony do oddania Eleanor jej matce – Sofii – i próbie popełnienia samobójstwa. Dziesięć lat później Eleanor – już dorosłej – udało się go obudzić. Jego zadaniem jest odnalezienie Eleanor i odbudowanie więzi między nimi.

### Augustus Sinclair
Biznesmen i naukowiec, zajmował się prowadzeniem interesów i produkcją plazmidów. Odgrywa bardzo ważną rolę w drugiej części gry, to on pomaga graczowi i doprowadza go do Eleanor.

### Eleanor Lamb
Córka dr. Sofii Lamb, była Little Sister. Budzi Obiekt Delta rozpoczynając akcję gry BioShock 2. Aby mu pomóc, zostawia mu prezenty i wskazówki napisane na ścianach. Jej zachowanie w stosunku do gracza zależy do decyzji, jakie podjął on w trakcie gry.

### Dr Sofia Lamb
Główny przeciwnik w drugiej części gry. Po śmierci Andrew Ryana przejmuje władzę w mieście. Wykorzystuje swoje umiejętności w zakresie psychiatrii, by podporządkować sobie genofagi, które następnie wysyła, by przeszkodziły Obiektowi Delta w odnalezieniu Eleanor.

### Dr Yi Suchong
Naukowiec, pracował nad ADAM-em i plazmidami, przyczynił się do powstania Tatuśków i Little Sisters. Oportunista, starał się wykorzystać konflikt w mieście do swoich celów. Zginął przybity świdrem do blatu stołu.

## Gry z serii
| Gra      | GameRankings                           | Metacritic                             |
| -------- | -------------------------------------- | -------------------------------------- |
| BioShock | 94,58% (PC) 93,66% (PS3) 95,07% (X360) | 96/100 (PC) 94/100 (PS3) 96/100 (X360) |

### BioShock
Gra została wydana w 2007 roku na platformy Microsoft Windows i Xbox 360, a rok później na platformę PlayStation 3. Gra zebrała niezwykle pozytywne recenzje podkreślające między innymi system moralności oraz wciągające środowisko. Według prezesa Take-Two Interactive Straussa Zelnicka do czerwca 2009 roku sprzedano około 3 milionów kopii gry.

### BioShock 2
BioShock 2, kontynuacja poprzedniej części, został wydany w 2010 roku. Grę projektował nowy zespół, jednak w jego składzie znaleźli się ludzie, którzy tworzyli poprzednią część. Gra, podobnie jak poprzedniczka, zyskała pochlebne recenzje, a liczbę sprzedanych egzemplarzy na świecie szacuje się na 5 milionów kopii

### BioShock Infinite
Następna gra z serii, pierwotnie znana jako Project Icarus, została oficjalnie zapowiedziana 12 sierpnia 2010 roku i ukazała się na Microsoft Windows, PlayStation 3 i Xbox 360. Gra nie jest bezpośrednim sequelem poprzednich części. Akcja przenosi się do roku 1912 do podniebnego miasta Columbii. Gracz wciela się w rolę byłego agenta agencji Pinkertona, Bookera DeWitta, który przemierza miasto w celu uratowania Elizabeth, która od dzieciństwa jest więziona. W czasie gry gracz będzie zdobywał nowe bronie i umiejętności, mające mu pomóc w wypełnieniu zadania i ucieczki z walącego się miasta.

### BioShock Vita
W trakcie międzynarodowych targów E3 w 2011 roku Ken Levine oficjalnie ogłosił, że powstanie gra z serii BioShock przeznaczona na nową konsolę PlayStation Vita. Gra będzie oryginalnym produktem przeznaczonym specjalnie dla przenośnej konsoli.

### BioShock: The Collection
13 września 2016 roku w Ameryce Północnej, 15 września 2016 roku w Australii i 16 września 2016 roku w Europie na konsolach PlayStation 4 i Xbox One miał premierę zestaw trzech pierwszych części gry zatytułowany BioShock: The Collection. Odświeżone dwie pierwsze części serii na komputery osobiste zadebiutowały 16 września 2016 roku tylko w wersji cyfrowej. Produkcje mają poprawioną oprawą graficzną w stosunku do pierwowzoru – zawierają lepsze tekstury, a wersje na konsole obsługują rozdzielczość 1080p i działają w 60 kl./s; część druga została pozbawiona trybu rozgrywek wieloosobowych. Ponadto pierwsza część została wzbogacona o zawartość, która wcześniej była dostępna jedynie na konsoli PlayStation 3: komentarz twórców, dodatkowy poziom „Museum of Orphaned Concepts” oraz pokoje wyzwań. Posiadacze pierwszej, lub drugiej części w wersji na Steam otrzymali odświeżoną wersję gry (lub gier jeżeli posiadali oba pierwowzory) za darmo. 

### Przyszłe gry
W odpowiedzi na wysoką sprzedaż i pochlebne recenzje prezes 2K Games Christoph Hartmann przyznał, że seria BioShock może mieć 6 części, podobnie jak seria filmów Gwiezdne wojny. Rozpoczęcie prac nad nienazwaną na razie czwartą grą Bioshock zostało ogłoszone w 2019, ale jak na luty 2025 gra wciąż nie ma nawet oficjalnego tytułu.

## Pozostałe projekty związane z serią

### Film
Od czasu wydania gry pojawiły się plotki sugerujące powstawanie filmu opartego na historii z gry przy użyciu technologii blue box znanej między innymi z filmu 300. 9 maja 2008 roku firma Take-Two oficjalnie poinformowała o współpracy z Universal Pictures w celu powstania filmu BioShock. Jego reżyserem miał być Gore Verbinski, a scenariusz miał napisać John Logan. Film miał się ukazać w 2010 roku, jednak produkcja została wstrzymana z powodów finansowych. Od stycznia 2010 roku film był w stanie przedprodukcyjnym, reżyserem został Juan Carlos Fresnadillo, a pomaga mu Braden Lynch, odpowiedzialny za dźwięk w grze BioShock 2. Gore Verbinski odszedł z obsady po tym, jak prace nad filmem zostały wstrzymane. Film miał zostać wydany w 2013 roku, ale w lipcu 2024 wciąż był w produkcji przez firmę Netflix, ze zmniejszonym budżetem. Producentem filmu jest Roy Lee.

### Książka
BioShock: Breaking the Mold – książka zawierająca szkice i grafiki z gry została wydana 13 sierpnia 2007 roku przez firmę 2K Games. Dostępna jest ona na stronie firmy, zarówno w niskiej, jak i wysokiej rozdzielczości. Od 1 października 2007 roku jest ona również dostępna w formie drukowanej, którą firma wysyłała do nabywców edycji kolekcjonerskiej, których figurka Tatuśka została uszkodzona, w ramach rekompensaty.

### Ścieżka dźwiękowa
Ścieżka dźwiękowa z gry BioShock została skomponowana przez Garry’ego Schymana i ukazała się do pobrania za darmo na oficjalnej stronie 2K Games 24 sierpnia 2007 roku. Opublikowany zbiór zawiera 12 z 22 utworów pojawiających się w grze. Do limitowanej edycji gry dołączono specjalną wersję The BioShock EP, zawierającą remiksy utworów z gry, których tworcami są Moby i Oscar The Punk.